# 윤난지
윤난지(尹蘭芝, 1953년 10월 12일~)는 대한민국의 미술사학자이자 이화여자대학교 대학원 미술사학과 교수이다. 이화여자대학교에서 사회학 학∙석사, 미술사학 석∙박사 학위를 받았다. 2000년 석주미술상 평론 부문, 2007년 석남미술이론상을 수상했다.

## 일생
1953년 대한민국 서울에서 태어났다. 어린 시절부터 클로드 모네, 파울 클레, 바실리 칸딘스키 같은 작가들의 작품을 보며 미술가의 꿈을 키웠지만, 부모의 반대로 1972년 이화여대 사회학과에 입학했다. 그럼에도 단과대학 미술 동아리 ‘기린 화우회’에서 활동하며 미술에 대한 관심을 놓지 않았다. 1979년에는 동 대학원에서 사회학 석사 학위를 받았다. 이후 미술사학을 전공할 목적으로 미국 유학을 준비했지만, 결혼과 출산 때문에 학업 계획을 포기할 수밖에 없었다. 하지만 1981년 모교에 미술사학과가 개설돼 그해 2학기에 해당 학과에 입학하면서 미술사 연구자로서의 삶을 본격화한다.

## 학문 경력
1983년부터 10년간 이화여자대학교, 성신여자대학교, 덕성여자대학교, 성균관대학교, 강남대학교, 상명여자대학교 등지에서 강의했다. 1984년 미술사학 석사 학위를 받고, 1991년 동 대학원에서 미술사학 박사 학위를 받았다. 1992년부터는 모교의 조형예술대학 서양화과 조교수, 부교수, 학과장을 역임했고, 2001년부터 2005년까지 이화여자대학교 박물관 관장으로 재직했다.
박사 논문을 위해 키네틱 아트를 공부하는 과정에서 추상 미술의 원류에 관심을 갖게 됐고, 학문적 관심사는 자연스레 러시아 아방가르드 미술로 옮겨 갔다. 박사 학위를 취득한 이듬해 구겐하임미술관에서 러시아 현대 미술을 주제로 한 기획 전시 ⟪위대한 유토피아⟫를 관람한 것을 계기로 2011년 출간된 『추상 미술과 유토피아』의 착상을 얻었다. 그 사이 윤난지는 ‘추상 미술’과 ‘유토피아’라는 주제에 천착해 관련 논문을 꾸준히 발표했다.
윤난지는 ⟪현대미술사연구⟫를 비롯한 학술지에 논문을 꾸준히 발표하는 가운데 1990년대 후반부터 몇몇 번역 선집과 논문 선집 시리즈를 편집했다. ⟪월간미술⟫과 같은 미술 잡지에도 미술사 논고, 작가론, 전시 리뷰 등을 기고했다. 이때 발표한 작가론 일부는 2010년대 들어 개최된 해당 작가의 회고전 도록에 재수록됐다.

### 선집 편집
1999년 미술 영역에서 포스트모더니즘을 논하는 핵심 평문을 번역하고 묶어 선집 『모더니즘 이후 미술의 화두』를 발간했다. 『모더니즘 이후 미술의 화두』에는 롤랑 바르트, 프레드릭 제임슨, 로잘린드 크라우스와 같은 이론가의 주요 논고가 세 가지 주제(작가의 죽음, 형식의 와해, 문맥의 탐색)로 나뉘어 수록됐다. 번역에는 윤난지의 이화여자대학교 대학원 제자들이 참여했다. 2002년에는 『전시의 담론: 모더니즘 이후 미술의 화두 2』가, 2009년에는 『페미니즘과 미술: 모더니즘 이후 미술의 화두 3』가 출간되며 일련의 선집 시리즈로 이어졌다. 윤난지는 이후 두 편의 선집에서 특정한 주제를 설정하고 본인만의 주체적 관점에 따라 해당 주제에 관한 글을 찾아 엮었다.
2010년대 들어 윤난지는 20세기 미술을 관통하는 대주제인 ‘추상 미술’과 ‘현대 조각’을 다룬 논문 선집 『추상 미술 읽기』와 『현대 조각 읽기』를 편집했다. 『모더니즘 이후 미술의 화두』 시리즈에서와 마찬가지로 이화여자대학교 대학원 제자들이 공동 저자로 참여했다.

## 저술

### 저
- 『현대 미술의 풍경』, 예경, 2000; 한길아트, 2005 (ISBN 9788988360941)
- 『김환기: 자연을 노래한 조형 시인』, 재원, 1996; 2009 (ISBN 9788955751383)
- 『마음의 빛: 방혜자 예술론』, 풀잎, 2009 (ISBN 9788995964569)
- 『추상 미술과 유토피아』, 한길아트, 2011 (ISBN 9788991636583)

### 공저
- 권영필 외, 『미술사와 나: 미술사는 나에게 어떤 학문인가』, 열화당, 2003 (ISBN 9788930100465)
- 윤난지 외, 『한국 현대 미술 읽기』, 눈빛, 2013 (ISBN 9788974094201)

### 번역
- 로잘린드 크라우스, 『현대 조각의 흐름』, 윤난지 옮김, 예경, 1998 (ISBN 9788970840796)
- 노버트 린튼, 『20세기의 미술』, 윤난지 옮김, 예경, 1999; 2003 (ISBN 9788970842073)
- 윤난지 엮음, 『모더니즘 이후 미술의 화두』, 눈빛, 1999 (ISBN 9788974094096)
- 윤난지 엮음, 『전시의 담론: 모더니즘 이후 미술의 화두 2』, 눈빛, 2002 (ISBN 9788974094133)
- 윤난지 엮음, 『페미니즘과 미술: 모더니즘 이후 미술의 화두 3』, 눈빛, 2009 (ISBN 9788974094171)

### 편집
- 윤난지 엮음, 『추상 미술 읽기』, 미진사, 2010; 2012 (ISBN 9788991636613)
- 윤난지 엮음, 『현대 조각 읽기』, 미진사, 2012 (ISBN 9788991636606)

### 논문 및 기고문
- 『무속과 여성에 관한 일연구: 한국여성의 역할과 지위』, 여화여자대학교 대학원 사회학과 석사 학위 논문, 1979 (KDC 332.6.4; DDC 291.178334)[11]
- 『바사렐리의 씨네띠즘에서 제시된 “미술과 사회의 통합”에 관한 연구』, 여화여자대학교 대학원 미술사학과 석사 학위 논문, 1984 (KDC 609.205 4; DDC 709.44 17)[12]
- 「‘움직이는 조각’과 공연예술」, ⟪서양미술학회논문집⟫ 제2집, 서양미술사학회, 1990[13]
- 「제임스 M. 휘슬러 미술의 추상성」, ⟪현대미술사연구⟫ 제1집, 현대미술사학회, 1991[14]
- 『「움직이는 미술」에 관한 연구: 확장된 작품개념을 중심으로』, 여화여자대학교 대학원 미술사학과 박사 학위 논문, 1991 (KDC 653.205; DDC 709.04073 20)[15]
- 「세기말 미술의 다원화 현상과 매체의 확장」, ⟪미술세계⟫ 통권 86호, 1991년 12월[16]
- 「데 스틸 건축: 회화와의 관련성」, ⟪현대미술사연구⟫ 제2집, 현대미술사학회, 1992[17]
- 「20세기 초기 러시아 전위 미술에 나타난 유토피아니즘—말레비치와 타틀린을 중심으로」, ⟪미술사학⟫ 제5집, 미술사학연구회, 1993[18]
- 「20세기 미술과 후원: 미국 모더니즘 정착에 있어서 구겐하임 재단의 역할을 중심으로」, ⟪서양미술사학회논문집⟫ 제6집, 서양미술사학회, 1994[19]
- 「김환기의 1950년대 그림: 한국 초기 추상미술에 대한 하나의 접근」, ⟪현대미술사연구⟫ 제5집, 현대미술사학회, 1995[20]
- 「이종목의 이유 있는 반항」, ⟪미술세계⟫ 통권 139호, 1996년 5월[21]
- 「포스트모던 시대의 한국 추상미술(상)」, ⟪월간미술⟫ 1997년 4월[22]
- 「포스트모던 시대의 한국 추상미술(하)」, ⟪월간미술⟫ 1997년 5월[23]
- 「속도 시간의 역설시대에」, ⟪월간미술⟫ 1997년 10월[24]
- 「잭슨 폴록의 1947-1950년 그림 읽기」, ⟪서양미술사학회논문집⟫ 제9집, 서양미술사학회, 1997[25]
- 「한국추상미술의 태동과 앵포르멜 미술」, ⟪미술평단⟫ 통권 46호, 1997
- 「포스트모던 시대의 미술」, ⟪월간미술⟫ 1998년 1월[26]
- 「모더니즘 이후의 추상미술: 핼리와 블레크너의 마지막 게임」, ⟪미술사학⟫ 제10집, 미술사학연구회, 1998
- 「시각적 신체기호의 젠더구조: 윌렘 드 쿠닝과 서세옥의 그림」, ⟪미술사학⟫ 제12집, 한국미술사교육학회, 1998[27]
- 「엑소시즘으로서의 원시주의: 피카소의 ‹아비뇽의 여인들›과 그 수용」, ⟪서양미술사학회논문집⟫ 제11집, 서양미술사학회, 1999[28]
- 「바깥의 ‘흔적’을 담은 메타미술」(안규철 작가론), ⟪월간미술⟫ 1999년 7월;[29] 안규철, 『모든 것이면서 아무것도 아닌 것』, 워크룸프레스, 2014 (ISBN 9788994207445)
- 「작가는 죽었는가?: 원본성에의 물음」, ⟪월간미술⟫ 1999년 12월[30]
- 「얇고 투명한 옷입기」(서도호 작가론), ⟪아트인컬처⟫ 1999년 12월[31]
- 「질료를 통한 자기고백, ‘물질적 상상력’」(최인선 작가론), ⟪월간미술⟫ 2000년 8월[32]
- 「한국 극사실화의 ‘사실성’ 담론」, ⟪미술사학⟫ 제14집, 한국미술사교육학회, 2000[33]
- 「데미언 허스트, 죽음에의 관음증」, ⟪월간미술⟫ 통권 제193호, 2001년 2월[34]
- 「마리코 모리전」, ⟪아트인컬처⟫ 2002년 3월[35]
- 「성전과 백화점 사이, 후기 자본주의 시대의 미술관」, ⟪미술사학보⟫ 제17집, 미술사학연구회, 2002;[36] ⟪월간미술⟫ 2002년 4월[37]
- 「이불전 김명숙전 홍성도전」(각각 로댕갤러리, 금호미술관, 아트스페이스서울 개인전 리뷰), ⟪아트인컬처⟫ 2002년 5월[38]
- 「시간으로의 여행, 우순옥의 ‘다른’ 장소들」(우순옥 작가론), ⟪월간미술⟫ 통권 제215호, 2002년 12월[39]
- 「사이트의 계보학, 비장소에서 특정 장소로」, ⟪아트인컬처⟫ 2003년 5월[40]
- 「김구림의 ‘해체’」, ⟪현대미술사연구⟫ 제15집, 현대미술사학회, 2003;[41] 김구림, 『잘 알지도 못하면서』, 서울시립미술관, 2013 (ISBN 9788994849294)
- 「특정한 물체의 불특정한 정체: 도널드 저드의 예술-상품」, ⟪미술사학보⟫ 제24집, 미술사학연구회, 2005[42]
- 「기하학의 가장자리: 세 여성미술가들의 작업」, ⟪아트인컬처⟫ 2005년 8월[43]
- 「한국현대미술사의 정체: 제노필리아와 제노포이아, 그 사이」, ⟪월간미술⟫ 통권 제258호, 2006년 7월[44]
- 「종교 이후의 미술」(⟪마크 로스코: 숭고의 미학⟫ 리뷰), ⟪월간미술⟫ 통권 제259호, 2006년 8월[45]
- 「추상미술과 유토피아」, ⟪미술사학보⟫ 제27집, 미술사학연구회, 2006[46]
- 「미술의 영원한 화두, 크로노콤플렉스」(윤영석 작가론), ⟪월간미술⟫ 2007년 4월[47]
- 「혼성공간으로서의 민중미술」, ⟪현대미술사연구⟫ 제22집, 현대미술사학회, 2007;[48] 윤난지 외 지음, 『한국현대미술 읽기』, 눈빛, 2013 (ISBN 9788974094201)
- 「윤석남의 보살핌의 미학」(윤석남 작가론), ⟪월간미술⟫ 통권 제287호, 2008년 12월;[49] 윤석남, 『심장』, 서울시립미술관, 2015 (ISBN 9788994849539)
- 「러시아 전위미술의 여전사들」, ⟪현대미술사연구⟫ 제25집, 현대미술사학회, 2009[50]
- 「미술을 통한 페미니즘: 그 담론과 갈래와 흐름」, ⟪동아시아 문화와 예술⟫ 특별호, 동아시아문화학회, 2009[51]
- 「미술, 과학, 과학기술: 나눔 가보와 라즐로 모홀리 나기의 작업」, ⟪미술사논단⟫ 제29집, 한국미술연구소, 2009[52]
- 「드 스틸의 조형적 건축, 그 유토피안 비전」, ⟪미술이론과 현장⟫ 제9집, 한국미술이론학회, 2010[53]
- 「단색조 회화의 다색조 맥락: 젠더의 창으로 접근하기」, ⟪현대미술사연구⟫ 제31집, 현대미술사학회, 2012[54]
- 「단색조 회화운동 속의 경쟁구도: 박서보와 이우환」, ⟪현대미술사연구⟫ 제32집, 현대미술사학회, 2012[55]
- 「알렉산더 칼더의 즐거운 줄타기」(⟪알렉산더 칼더: 움직이는 조각⟫ 리뷰), ⟪월간미술⟫ 통권 제343호, 2013년 8월[56]
- 「또 다른 후기자본주의, 또 다른 문화논리: 최정화의 플라스틱 기호학」, ⟪한국근현대미술사학⟫ 제26집, 한국근현대미술사학회, 2013[57]